# Elias Parish Alvars

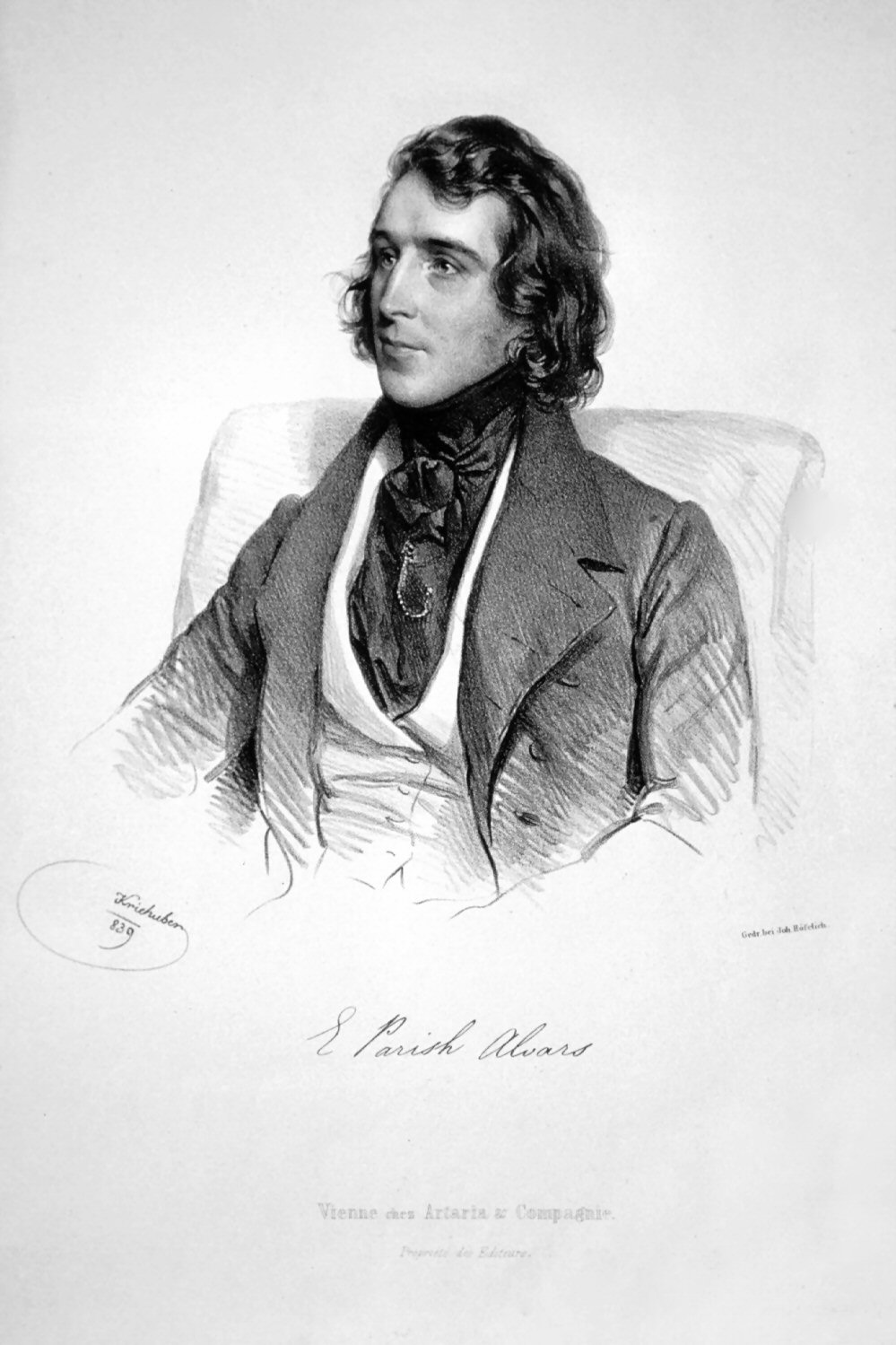
Elias Parish Alvars, Lithographie von Josef Kriehuber, 1839

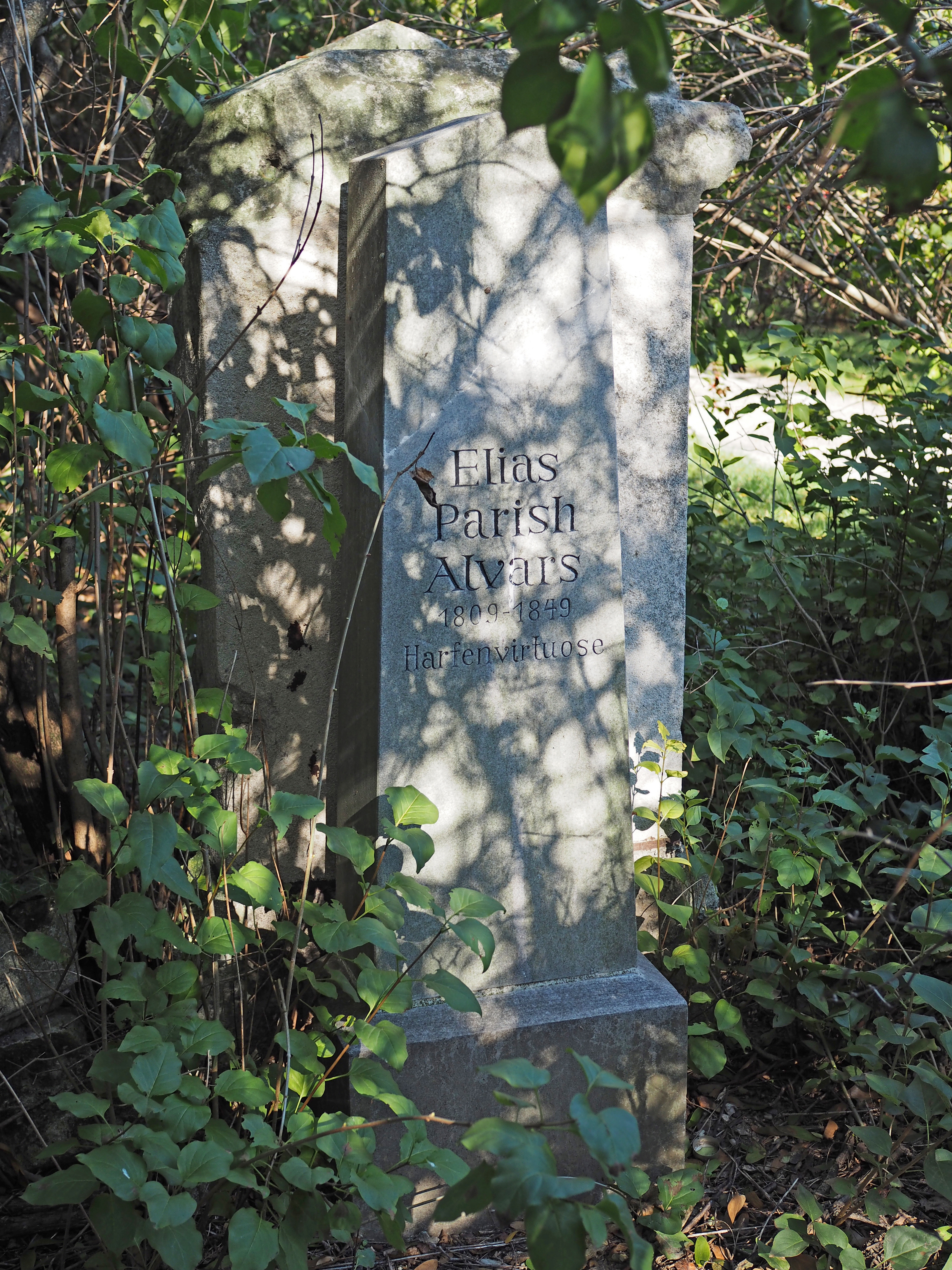
Grab von Elias Parish Alvars auf dem Sankt Marxer Friedhof

Elias Parish Alvars (* 28. Februar 1808 in Teignmouth, Devonshire; † 25. Januar 1849 in Wien) war ein englischer Harfenist und Komponist.

## Leben
Elias Parish Alvars, eigentlich Eli Parish, wurde als Sohn eines Organisten geboren. Harfe erlernte er bei Robert Nicolas-Charles Bochsa. Ein Versuch, 1822 an der neu gegründeten Royal Academy of Music aufgenommen zu werden, schlug fehl. 1828 nahm er bei Maximilian Josef Leidesdorf in Florenz Kompositionsunterricht.
1831 unternahm Parish Alvars eine Konzertreise nach Deutschland (u. a. nach Bremen und Hamburg), 1832 reiste er auf Einladung des russischen Botschafters nach Konstantinopel. 1834 folgte eine weitere Konzertreise nach Italien. 1836 übersiedelte er nach Wien, wo er Freundschaft mit Carl Czerny schloss, Kompositionsstudien bei Simon Sechter betrieb und als Solist am Hofoperntheater tätig war. Dort heiratete er seine Schülerin Melanie Lewy (1823–1856), eine Schwester von Richard Lewy. In den folgenden Jahren unternahm er zeitlich ausgedehnte Reisen, u. a. in den Vorderen Orient, nach Neapel, Mailand, London, Prag, Berlin und Gotha. 1846 schloss er in Leipzig mit Felix Mendelssohn Bekanntschaft. 1847 wurde er in Wien zum kaiserlichen Kammervirtuosen ernannt. 
Er wohnte zuletzt in der Leopoldstadt Nr. 533, wo er im Alter von 40 Jahren „an der Lungenlähmung“ starb. Seine Grabstätte befindet sich auf dem Sankt Marxer Friedhof.

## Bedeutung
Parish Alvars genoss als Harfenvirtuose einen internationalen Ruf. Er war einer der ersten, der die neuen Möglichkeiten der Doppelpedalharfe erfolgreich verwendete, und setzte Maßstäbe bei der Entwicklung der modernen Spieltechnik auf diesem Instrument. Der französische Komponist Hector Berlioz schrieb über ihn:
„In Dresden lernte ich den großartigen englischen Harfenvirtuosen Parish-Alvars kennen […] Er ist der Liszt der Harfe! Man kann sich nicht vorstellen, was er an graziösen oder energischen Effekten, an originellen Läufen, an unerhörten Klangwirkungen zu erreichen vermag, […] Der Vorzug der neuen Harfen, daß man mittels einer zweifachen Bewegung der Pedale zwei Saiten auf denselben Ton stimmen kann, hat ihn auf Kombinationen gebracht, die, wenn man sie geschrieben sieht, unausführbar erscheinen.“
In der „Wiener Allgemeine Musik-Zeitung“ liest man in einer Kritik zu einem am 2. Jänner 1848 gegebenen Konzert:
„Ganz auf eigenstem Grund und Boden bewegte sich Herr Parish-Alvars in seinem großen Konzert c-Moll für Harfe mit Begleitung des Orchesters. Dies war endlich wieder ein Konzert, wie man es nur von einem Künstler erwarten kann, ein Konzert in dem Sinne wie es die großen Meister Beethoven, Hummel, Mendelssohn u.s.w. verstanden, ein ganzes, gegliedertes, durchgeführtes, erhabenes Tonstück!“
In Wien-Liesing (23. Bezirk) ist seit 1954 die Alvarsgasse ihm zu Ehren benannt.

## Werk
Parish Alvars komponierte insbesondere für sein Instrument, u. a. vier Konzerte für Harfe und Orchester, ein Concertino für zwei Harfen und Orchester sowie zahlreiche Fantasien, Variationen, Transkriptionen und Etüdenwerke. Er schrieb aber auch eine Symphonie in e-Moll (1845). Sein Stil ist durch die zeitgenössische italienische Oper geprägt, nahm aber auch Einflüsse von Felix Mendelssohn auf. Voyage d'un Harpiste en Orient op. 62 für Harfe solo verarbeitet türkische und griechische Melodien, die er auf seinen Reisen kennengelernt hatte.